# Bakani
Bakani é uma vila no distrito de Jhalawar, no estado indiano de Rajastão.

## Geografia
Bakani está localizada a 24° 17′ N, 76° 14′ L. Tem uma altitude média de 354 metros (1161 pés).

## Demografia
Segundo o censo de 2001, Bakani tinha uma população de 7937 habitantes. Os indivíduos do sexo masculino constituem 52% da população e os do sexo feminino 48%. Bakani tem uma taxa de literacia de 65%, superior à média nacional de 59.5%; com 62% para o sexo masculino e 38% para o sexo feminino. 16% da população está abaixo dos 6 anos de idade.